# Василёк луговой
Василёк лугово́й, Центаурея луговая (лат. Centauréa jacéa) — полевое сорное растение; вид рода Василёк семейства Астровые, или Сложноцветные.
Растёт в основном на полусухих лугах, лугах, пастбищах и обочинах дорог с суглинистыми почвами. 

## Ботаническое описание
Василёк луговой — многолетнее травянистое растение; высотой обычно около метра.
Побеги — прямостоячие, крепкие, шероховатые на ощупь, в верхней части ветвятся, заканчиваясь одиночными корзинками.
Листья — цельные, яйцевидно-ланцетные или ланцетные, зеленые, с обеих сторон шершавые от извилистых рассеянных волосков.
Цветёт с июня до октября.
Цветки василька лугового формируют лилово-розовые соцветия-корзинки. В них два типа цветков: крупные краевые — воронковидные, и более мелкие срединные — трубчатые. Краевые — бесполые (без тычинок и пестиков). Они привлекают насекомых-опылителей к срединным трубчатым цветкам, имеющим и тычинки, и пестики.
Тычинки трубчатого цветка образуют пыльцевую трубку, пестик находится внутри неё (см. схему). В состоянии покоя пыльца находится внутри пыльцевой трубки и собрана в комочек у её верхнего края, а придатки пыльников сомкнуты над ней, как крышечка. Когда насекомое касается цветка, придатки пыльников открываются, пыльцевая трубка сдвигается вниз, и столбик пестика, снабженный специальными выметательными волосками, выталкивает комочек пыльцы наружу. Затем пыльцевая трубка снова закрывается и в течение некоторого времени не реагирует на прикосновения. За это время в ней опять накапливается механическое напряжение, и при касании следующего насекомого процесс повторяется. Обычно в цветке 5—7 порций пыльцы.
Самоопыление у лугового василька происходит очень редко.
Плод — семянка без хохолка.

## Значение и применение
Василёк луговой — хороший медонос. Продуктивность сахара одним цветком 0,2 мг; продуктивность мёда от 130 до 220 кг/га (Смарагдова, 1969; Пономарёва, Детерлеева, 1986). В европейской части России продуктивность сахара одним цветком 0,08 мг; продуктивность мёда от 100 до 150 кг/га (Кривцов, Лебедев, Туников, 1999). В условиях Кемеровской области контрольный улей во время цветения василька показывал привес по 7—8 кг в день.Нектар пчёлы отбирают медленно, поэтому время их пребывания на цветке 1—2 минуты. Мёд приятного вкуса и запаха. Однако не во все годы василек дает хороший медосбор. Пыльцевая продуктивность: пыльника — 0,2 ± 0,01 мг, растения — 1329,9 ± 66,73 мг со средним числом цветков на одном цветоносном побеге 1750,9 ± 100,67 штук (Иванов, Прибылова, 2006).
Используется в народной медицине, обладает мочегонным, желчегонным, противовоспалительным, обезболивающим действиями.

## Классификация

### Таксономия[9]
Centaurea jacea L., 1753, Sp. Pl. : 914
Вид Василёк луговой относится к роду Василёк (Centaurea) семейства Астровые (Asteraceae) порядка Астроцветные (Asterales). Кладограмма в соответствии с Системой APG IV:
|  |                                      |  |                                   |                                   |                    |  | ещё 10 семейств | ещё 10 семейств |                 |  |                         |  | еще 786 подтвержденных и 845 в статусе "непроверенных" видов и инфравидовых таксонов | еще 786 подтвержденных и 845 в статусе "непроверенных" видов и инфравидовых таксонов |  |
|  |                                      |  |                                   |                                   |                    |  | ещё 10 семейств | ещё 10 семейств |                 |  |                         |  | еще 786 подтвержденных и 845 в статусе "непроверенных" видов и инфравидовых таксонов | еще 786 подтвержденных и 845 в статусе "непроверенных" видов и инфравидовых таксонов |  |
|  |                                      |  |                                   | порядок Астроцветные              |                    |  |                 |                 | род Василёк     |  |                         |  |                                                                                      |                                                                                      |  |
|  |                                      |  |                                   | порядок Астроцветные              |                    |  |                 |                 | род Василёк     |  | 14 инфравидовых таксона |  |                                                                                      |                                                                                      |  |
|  | отдел Цветковые, или Покрытосеменные |  |                                   |                                   | семейство Астровые |  |                 |                 | Василек луговой |  |                         |  |                                                                                      |                                                                                      |  |
|  | отдел Цветковые, или Покрытосеменные |  |                                   |                                   |                    |  |                 |                 |                 |  |                         |  |                                                                                      |                                                                                      |  |
|  |                                      |  | ещё 63 порядка цветковых растений | ещё 63 порядка цветковых растений |                    |  |                 | ещё 1804 рода   | ещё 1804 рода   |  |                         |  |                                                                                      |                                                                                      |  |
|  |                                      |  |                                   | ещё 63 порядка цветковых растений |                    |  |                 |                 | ещё 1804 рода   |  |                         |  |                                                                                      |                                                                                      |  |

### Инфравидовые таксоны
- - Centaurea jacea subsp. angustifolia  (DC.) (в статусе непроверенного по состоянию на декабрь 2022 г.)
  - Centaurea jacea subsp. banatica  (Roch.) Hayek 
  - Centaurea jacea subsp. dracunculifolia  (Dufour) A.Bolòs 
  - Centaurea jacea subsp. forojuliensis  (Poldini) Greuter 
  - Centaurea jacea subsp. gaudinii  (Boiss. & Reut.) Gremli 
  - Centaurea jacea subsp. haynaldii  Hayek 
  - Centaurea jacea subsp. jacea
  - Centaurea jacea subsp. julica  (Hayek) Greuter 
  - Centaurea jacea subsp. pannonica  (Heuff.) Hayek  (в статусе непроверенного по состоянию на декабрь 2022 г.)
  - Centaurea jacea subsp. razgradiensis  (Velen.) Stoj. & Acht.  (в статусе непроверенного по состоянию на декабрь 2022 г.)
  - Centaurea jacea subsp. substituta  (Czerep.) Mikheev 
  - Centaurea jacea subsp. timbalii  (Martrin-Donos) Braun-Blanq. & al.
  - Centaurea jacea subsp. vinyalsii  (Sennen) O.Bolòs, Nuet & Panareda 
  - Centaurea jacea subsp. weldeniana  (Rchb.) Greuter

### Синонимы
- Centaurea jacea f. jacea
- Centaurea jacea f. majuscula  Rouy
- Centaurea jacea f. scopulicola  Rouy
- Centaurea jacea subsp. jungens  Gugler
- Centaurea jacea subsp. lusitanica  Hayek
- Centaurea jacea var. jacea
- Centaurea lusitanica [(Hayek) Soest
- Centaurea pratensis  (Lam.) Salisb.
- Centaurea variabilis  H.Lév.
- Jacea pratensis  Lam.
- Rhaponticum jacea  Scop.